# Чёбсара (река)

Чёбсара — река в России, протекает в Вологодском и Шекснинском районах Вологодской области. Устье реки находится в 20 км по правому берегу реки Угла. Длина реки составляет 21 км.
Исток реки находится в 3 км к северо-западу от посёлка и ж/д Кущуба. Исток Чёбсары находится рядом с истоком Волбаша, здесь проходит водораздел бассейнов Волги и Северной Двины. По Вологодскому району Чёбсара течёт только первые три километра, остальное течение реки проходит по Шекснинскому району. Река течёт на юго-запад, крупных притоков не имеет.
В верховьях Чёбсара течёт по ненаселённой лесной местности, в среднем течении протекает по восточным окраинам крупного посёлка Чёбсара. Ниже на реке выселки, административно относящиеся к посёлку Чёбсара. Река впадает в Углу ниже нежилой деревни Толстиково.

## Данные водного реестра
По данным государственного водного реестра России относится к Верхневолжскому бассейновому округу, водохозяйственный участок реки — Рыбинское водохранилище до Рыбинского гидроузла и впадающие в него реки, без рек Молога, Суда и Шексна от истока до Шекснинского гидроузла, речной подбассейн реки — Реки бассейна Рыбинского водохранилища. Речной бассейн реки — (Верхняя) Волга до Куйбышевского водохранилища (без бассейна Оки).
По данным геоинформационной системы водохозяйственного районирования территории РФ, подготовленной Федеральным агентством водных ресурсов:
- Код водного объекта в государственном водном реестре — 08010200412110000009502
- Код по гидрологической изученности (ГИ) — 110000950
- Код бассейна — 08.01.02.004
- Номер тома по ГИ — 10
- Выпуск по ГИ — 0